# 维卡斯纳加尔
维卡斯纳加尔（Vikasnagar），是印度北阿坎德邦Dehradun县的一个城镇。总人口12485（2001年）。

## 人口
该地2001年总人口12485人，其中男性6571人，女性5914人；0—6岁人口1476人，其中男807人，女669人；识字率75.86%，其中男性为78.74%，女性为72.66%。